# November (John Abercrombie)
November is een studioalbum van John Abercrombie. Na zijn kortdurende muzikaal ensemble met een hammondorgel in de gelederen, keerde Abercrombie terug naar zijn kwartetsamenstelling gitaar, saxofoon, bas en drums. Dit keer koos hij niet voor Michael Brecker op de saxofoon, maar voor de meer ongepolijste John Surman. De heren vertrokken naar de Rainbow Studio in Oslo van Jan Erik Kongshaug om hun muziek vast te leggen.

## Musici
- John Abercrombie – gitaar
- Marc Johnson – basgitaar
- Peter Erskine – slagwerk
- John Surman – baritonsaxofoon, sopraansaxofoon, basklarinet

Het totaalontwerp van het album lag in handen van Barbara Wojirsch, waar van foto's van Christoph Egger deel uitmaakten.

## Muziek
| Nr. | Titel                                                  | Duur |
| --- | ------------------------------------------------------ | ---- |
| 1.  | The cat's back (Abercrombie, Ersinke, Johnson, Surman) | 6:24 |
| 2.  | J.S. (Abercrombie)                                     | 6:14 |
| 3.  | Right brain patriol (Johnson)                          | 9:00 |
| 4.  | Prelude (Abercrombie)                                  | 3:27 |
| 5.  | Rise and fall (Erskine)                                | 5:22 |
| 6.  | John's waltz (Abercrombie)                             | 5:40 |
| 7.  | Ogenda (Surman)                                        | 4:40 |
| 8.  | Tuesday afternoon (Erskine, Johnson)                   | 2:55 |
| 9.  | To be (Abercrombie)                                    | 5;24 |
| 10. | Come rain or come shine (Harold Arlen, Johnny Mercer)  | 6:04 |
| 11. | Big music (Abercrombie)                                | 5:41 |